# 遺傳變異

一對夫婦的后代出现了变异。出現变异的后代繁殖後，将性状传给他们的后代

遗传变异是指个体或种群之间DNA的差异。造成遗传变异有多种因素，其中就包括突变和遺傳重組。其他因素如有性生殖和遗传漂变也有助于遗传变异。